# C1-THF-Synthase
C1-THF-Synthase (genauer Zytoplasmatische C-1–Tetrahydrofolat-Synthase) heißt das Enzym in Eukaryoten, das drei verschiedene Reaktionen im Folsäure-Stoffwechsel katalysiert. Bakterienenzyme mit den gleichen Funktionen kommen nur als einzelne Proteine vor. Beim Menschen ist das Enzym in allen Gewebetypen zu finden, und es existiert ein paraloges mitochondriales Enzym, das allerdings nur Ligaseaktivität zeigt. Mutationen im MTHFD1-Gen können durch Verringerung einer oder mehrerer der drei Enzymfunktionen zu erhöhtem Risiko für Neuralrohrdefekten beim Neugeborenen führen, das durch Zufuhr von Folsäure während der ersten Schwangerschaftswochen gesenkt werden kann.
Das Risiko für Abruptio placentae ist bei Müttern, die homozygot für eine bestimmte Mutation des MTHFD1-Gens sind, mehrfach erhöht. Nach einer Studie an 600 Chinesen erhöhen bestimmte Varianten der C1-THF-Synthase die Homocystein-Werte und das Risiko für Magenkrebs. Auch für das pathologische Geschehen bei Migräne mit Aura werden einzelne Varianten des Enzyms verantwortlich gemacht.

## Katalysierte Reaktionen
+ ATP + HCOO− {\displaystyle \longrightarrow }

{\displaystyle \longrightarrow }   + ADP + Phosphat
An Tetrahydrofolsäure (THF) wird eine Formylgruppe addiert, um 10-Formyl-THF zu erhalten.
  {\displaystyle \rightleftharpoons }   + H2O
10-Formyl-THF wird zu 5,10-Methenyl-THF umgesetzt.
 + NADPH  {\displaystyle \rightleftharpoons }   + NADP+
5,10-Methenyl-THF wird zu 5,10-Methylen-THF hydriert.